# T'Pol
 (décembre 2024).
T'Pol est un personnage de fiction appartenant à l'univers de Star Trek, et plus particulièrement de la série Star Trek: Enterprise, interprété par l'actrice américaine Jolene Blalock. C'est une Vulcaine, officier en second et officier scientifique à bord de l'Enterprise NX-01.
En 2151, à l'encontre des recommandations vulcaines, les Terriens décident de se lancer dans la grande aventure de l'exploration de la galaxie. À la suite des pressions exercées par le Haut Commandement sur les responsables de Starfleet, T'Pol se voit donc affectée à bord de l'Enterprise NX-01 (l'objectif des Vulcains étant en l'occurrence de surveiller les progrès de leurs alliés et de les freiner dans leur soif d'exploration).